# Шеннон Сміт (плавчиня)
Шеннон Сміт (англ. Shannon Smith, 28 вересня 1961) — канадська плавчиня.
Призерка Олімпійських Ігор 1976 року.